# Will Sandin
William Sandin (nacido el 8 de abril de 1969) es un actor retirado nacido en Estados Unidos, en el estado de California.

## Biografía
Sandin es conocido por haber interpretado a Michael Myers en el año 1978 cuando el asesino de la película contaba con sólo seis años de edad. El papel de Will Sandin es mínimo ya que aparece sólo en el inicio de la película.
Durante la infancia Sandin asistió a una escuela católica privada en el Valle de San Fernando hasta los 13 años. Luego cambió de colegio y comenzó a asistir a una escuela pública también en el Valle de San Fernando, para terminar sus estudios secundarios. 
Luego de interpretar a Michael Myers, actuó un poco en otros shows de TV como Battlestar Galactica en 1980. 
Un conocido de Will Sandin describe su adolescencia: "Cuando le conocí, de adolescente, él era un poco inseguro, y no parecía realmente desear estar en películas o en la TV. Ahora que Halloween es una obra clásica, de culto, quizás él deba salir de la oscuridad".
Actualmente, Sandin es profesor de Estudios Sociales en Illinois, Estados Unidos. 